# Gråbergstjärnen (Piteå socken, Norrbotten)
Gråbergstjärnen är en sjö i Piteå kommun i Norrbotten och ingår i Rokåns huvudavrinningsområde.